# 裸で御免なさい
『裸で御免なさい』（はだかでごめんなさい、En effeuillant la marguerite）は1956年のフランスの映画。主演はブリジット・バルドー。

## キャスト
| 役名                       | 俳優                       | 日本語吹替    | 日本語吹替    |
| 役名                       | 俳優                       | フジテレビ版1 | フジテレビ版2 |
| -------------------------- | -------------------------- | ------------- | ------------- |
| アグネス                   | ブリジッド・バルドー       | 向井真理子    | 鈴木弘子      |
| ダニエル                   | ダニエル・ジェラン         |               | 羽佐間道夫    |
| ロジャー                   | ロベール・イシュル         |               |               |
| ヒューバート               | ダリー・コール             |               |               |
| ソフィア                   | ルチアナ・パルッツィ       |               |               |
| マガリ                     | ネイディーン・デ・ロチルド |               | 渡辺典子      |
| 観客                       | ミシェル・コンスタンタン   |               |               |
| フランソワーズ・アルヌール |                            |               |               |
| 秘書                       | アンヌ・コレット           |               |               |

- フジテレビ版1：初回放送1965年10月28日『テレビ名画座』
- フジテレビ版2：初回放送1972年9月24日『サンデー洋画劇場』

## スタッフ
- 監督：マルク・アレグレ
- 脚本：マルク・アレグレ、ロジェ・ヴァディム
- 撮影：ルイ・パージュ
- 音楽：ポール・ミスラキ